# Hooiberg
Der Hooiberg ist ein 165 Meter hoher Berg und gleichnamiger Ortsteil auf der Insel Aruba. Er ist nach dem Jamanota der zweithöchste Berg der Insel.
Der Berg erhielt seine typische Form eines Vulkankegels durch die tektonische Anhebung der Karibischen Platte vor mehreren Millionen Jahren, als sich der Pazifische Ozean bildete. Prinzipiell ist er damit eine der Erhebungen eines unter der Meeresoberfläche befindlichen Küstenhügelzugs, der sich von Venezuela aus in das Karibische Meer erstreckt.
Zum Gipfel führt eine Treppe mit 562 Stufen und oben stehen mehrere Funk- und Satellitenantennen, die durch das Telekommunikationsunternehmen SETAR betrieben werden. An einem klaren Tag kann man von oben die Küste Venezuelas sehen.
Der Vulkankegel Hooiberg ist als Wahrzeichen Bestandteil des Wappens Arubas, da er fast in der Mitte der Insel liegt und praktisch von überall auf der Insel zu sehen ist.